# アンドルー・マンゼ
アンドルー・マンゼ（Andrew Manze, 1965年1月14日 - ）は、イギリスのバロック・ヴァイオリン奏者、指揮者。

## 経歴
1965年、ベックナム生まれ。ケンブリッジ大学で西洋古典学を学ぶ。また、ヴァイオリンを学び、トン・コープマンやサイモン・スタンダージと共に活動した。古楽演奏家として活動を開始し、ハルモニア・ムンディなどのレーベルでソリストとして商業的にはレコーディングを行った。そして、1996年にエンシェント室内管弦楽団の助監督となった。
2003年7月、トレヴァー・ピノックがイングリッシュ・コンサートの音楽監督を退任したことを受け、マンゼが音楽監督に就任した。イングリッシュ・コンサートとの初めての録音は、2003年2月28日から3月2日、リンドハースト・ホール（ロンドン）でのモーツァルトの「アイネ・クライネ・ナハトムジーク」、「アダージョとフーガ」、「セレナータ・ノットゥルナ」、「音楽の冗談」であり、ハルモニア・ムンディUSAにより発売された。
2006年から2014年までヘルシンボリ交響楽団の首席指揮者、2014年から2023年までハノーファー北ドイツ放送フィルハーモニー管弦楽団（NDR Radiophilharmonie）の首席指揮者を務めた。

## 演奏について
イングリッシュ・コンサートのリーダー。絹のような細い音から激しい音色まで自在に操ることのできるバロック・ヴァイオリン界の奇才と評価されている。

## 受賞
- 2011年：ショック賞音楽芸術部門を受賞。